# Macaé
Macaé (auch bekannt als Prinzessin des Atlantiks, portugiesisch Princesinha do Atlântico oder Erdölhauptstadt Brasiliens, portugiesisch Capital Nacional do Petróleo) amtlich portugiesisch Município de Macaé, ist eine Stadt und gleichzeitig ein Bezirk (Municipio) im Bundesstaat Rio de Janeiro in Brasilien. Mit einer Fläche von 1.216 km² und rund 261.000 Einwohnern ist Macaé eine Stadt mit großer wirtschaftlicher Bedeutung, insbesondere nachdem im Meeresgebiet des Campos-Beckens (portugiesisch Bacia de Campos) das größte brasilianische Ölfeld gefunden und erschlossen wurde. Macaé besitzt einen Seehafen. Von hier aus werden die Ölfelder versorgt, die vor der Küste im Südatlantik liegen.
Die Straßenverbindungen laufen vom Ort Rio das Ostras kommend hauptsächlich an der Küste entlang  und es gibt auch eine Eisenbahnanbindung. Diese Eisenbahn verbindet den Bundesstaat Rio de Janeiro mit dem Bundesstaat Espírito Santo und wird ausschließlich für den Transport von Gütern benutzt.

## Geschichte
Vor Ankunft der portugiesischen Eroberer im Jahre 1580 wurde dieses Gebiet von zwei dort ansässigen, indigenen Völkern besiedelt, den Tamoios und den Goitacás.
Die ersten Nachweise für eine Besiedelung von Macaé durch Jesuiten gehen auf das Jahr 1634 zurück und lagen am Fluss Rio Macaé. Die Orte nannten sich Fazenda de Macaé und Fazenda do Sant’Anna. Außer Zuckerrohr, das hier von Beginn an angebaut wurde, produzierte man Maniokmehl und es wurde Holz für den Schiffbau geschlagen. Später wurden Kaffeeplantagen angelegt. Im Jahre 1759 wurde die Fazenda durch den Verwalter João Cardoso de Menezes in den Besitz der portugiesischen Krone übertragen. Zu diesem Zeitpunkt wurden die Jesuiten auf Veranlassung von Sebastião José de Carvalho e Melo, Marquês de Pombal, aus Brasilien vertrieben.
Im Jahr 1813 wurde Macaé zum Bezirk ernannt und im Jahr 1846 erhielt der Ort Macaé die Stadtrechte. Da der damalige Hafen von São João da Barra dem Ladungsaufkommen nicht mehr nachkommen konnte, wurde 1872 damit begonnen, den Campos-Macaé-Kanal zu bauen, auf dem mit einer Gesamtlänge von 109 km Zuckerprodukte und Kaffee aus dem Hinterland an die Küste transportiert wurden.
Zwischen 1874 und 1875 wurde die Eisenbahnstrecke Macaé-Campos gebaut, die Teil der Linha do Litoral der Eisenbahngesellschaft Estrada de Ferro Leopoldina war.
Durch die Entdeckung von Erdöl im Jahre 1974 durchlief die Region, die bis dahin fast ausschließlich von Landwirtschaft lebte, einen radikalen Wandel. Die Bevölkerungsstruktur von Macaé veränderte sich, und bis heute leben dort viele inländische und ausländische Experten der Petroleumbranche. Dies hatte eine große Auswirkung auf die lokale Wirtschaft, die Preise und das Lohnniveau. Im Jahr 2004 erhielt die Stadt von der Stiftung Fundação Getúlio Vargas den Titel Dynamischste Stadt Brasiliens in Hinblick auf das Arbeitsleben. Insbesondere hinsichtlich Kinderfreundlichkeit und sozialer Einrichtungen ist der Ort heute vorbildlich.

## Sehenswürdigkeiten
Trotz oder gerade wegen der wirtschaftlichen Aktivitäten im Bereich Erdöl ist der touristische Wert der Stadt und des Bezirks mit seinen zahlreichen Stränden gestiegen. Touristische Sehenswürdigkeiten sind unter anderem:
- Der Fluss Rio Macaé, der durch den Ort führt. Er entspringt in der Serra de Macaé. Die Quelle liegt an der Bezirksgrenze zum Nachbarbezirk von Lumiar. Ein Teil des Flusses ist auch heute noch schiffbar und führt durch die Stadt Macaé.
- Der Berg Pico do Frade ist der höchste Punkt des Bezirks mit 1429 Metern und liegt ca. 56 km vom Ort Macaé entfernt. Hier gibt es Möglichkeiten für geführte Wanderungen. Anfragen sind im Fremdenverkehrszentrum der Stadt zu stellen.
- Peito do Pombo ist ebenfalls ein Berg mit 1120 Metern Höhe. Hier versteckt sich eine weitgehend unberührte Natur mit Wasserfällen und kleinen Bächen.

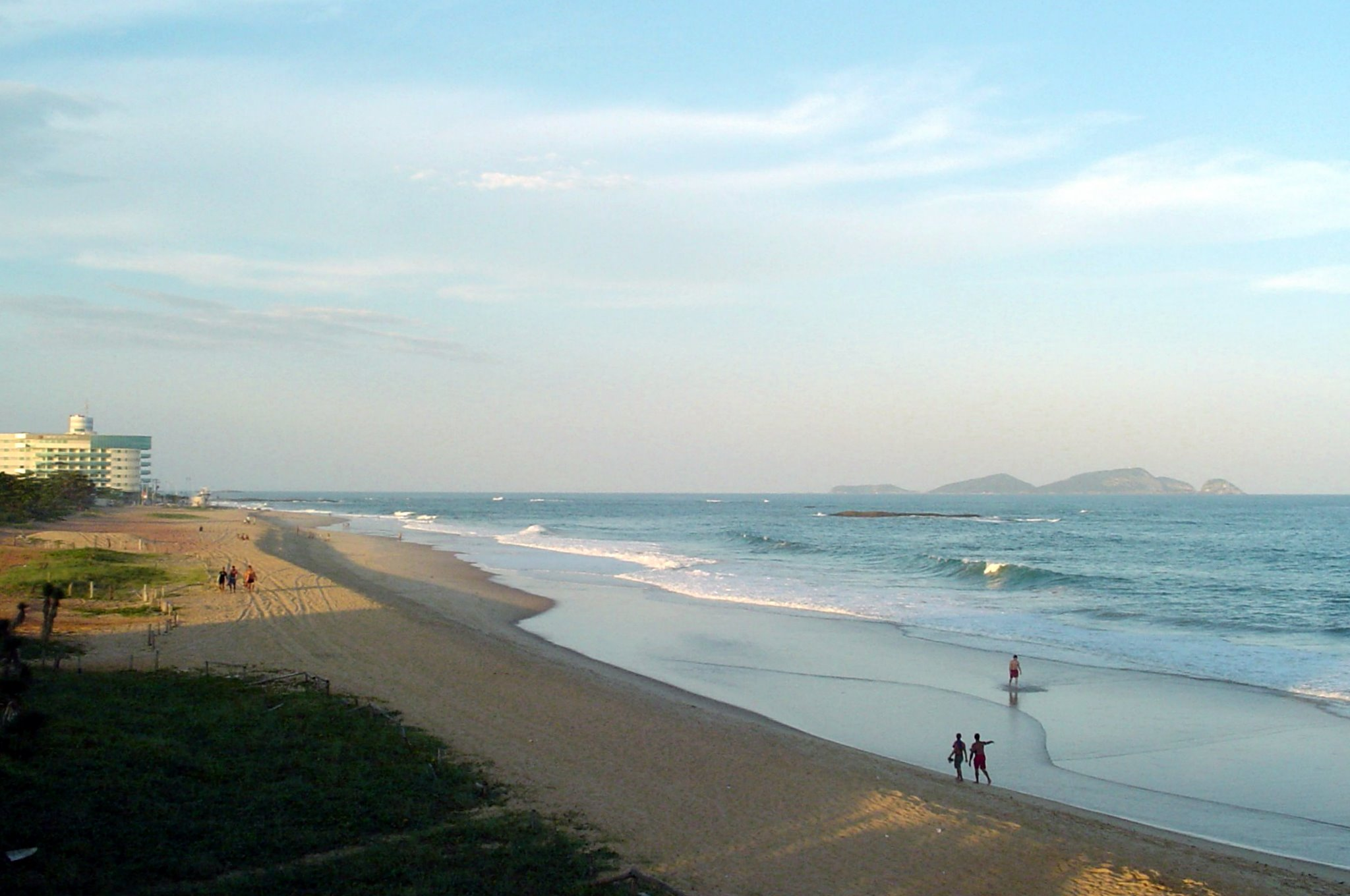
Strand - Praia do Pecado

- Der See von Imboassica gilt, nach Einführung von Schutz- und Renaturierungsmaßnahmen, als ökologische Reserve.[4][5] Hier gibt es ein Angebot für Freizeitaktivitäten und die Beobachtung der Natur. Der See liegt an der Bezirksgrenze nach Rio das Ostras und ist ca. 11,5 km von Macaé entfernt.
- Der Strand Praia do Pecado. Neben idealen Surfmöglichkeiten wird in dieser Region auch viel Fischfang betrieben. Der Strand liegt in der Nähe des Sees von Imboassica.
- Der Strand Praia dos Cavaleiros. Hierbei handelt es sich um einen im Stadtgebiet liegenden Strand, der Bedeutung für die Freizeitgestaltung des Ortes Macaé hat.
- Der Strand Praia Campista. Auch dieser Strand befindet sich unweit des Stadtgebiets, liegt aber am offenen Meer und wird mehr zum Angeln und zum Fischfang benutzt.
- Der Strand Prainha do Farol ist nur 120 m lang. An diesem befinden sich die Ruinen des alten Leuchtturms von Macaé, der im Jahre 1880 gebaut wurde.
- Der Strand Praia de Imbetiba. Hier befindet sich heute der Terminal von Imbetiba, welcher als Hafen für die Versorgung der Ölindustrie benutzt wird.
- Der Strand Praia de São José do Barreto. Dieser Strand reicht bis in den Nationalpark Parque Nacional da Restinga de Jurubatiba hinein.
- Der See Jurubatiba ist einer der Seen, die den Parque Nacional da Restinga de Jurubatiba ausmachen.

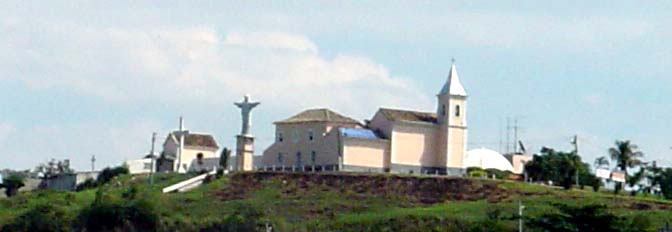
Igreja de Sant’Anna

- Der Archipel von Sant’Anna besteht aus mehreren vorgelagerten Inseln, welche sich Francês, Ilhote Sul und Sant’Anna nennen. Die Inseln befinden sich ca. 8 km vom Festland entfernt und können per Boot aus dem Zentrum von Macaé erreicht werden. Hier gibt es einen hohen Erholungswert und Möglichkeiten für Angeln und Fischfang. Außerdem machen hier diverse Vogelarten auf ihren Wanderflügen Pause.

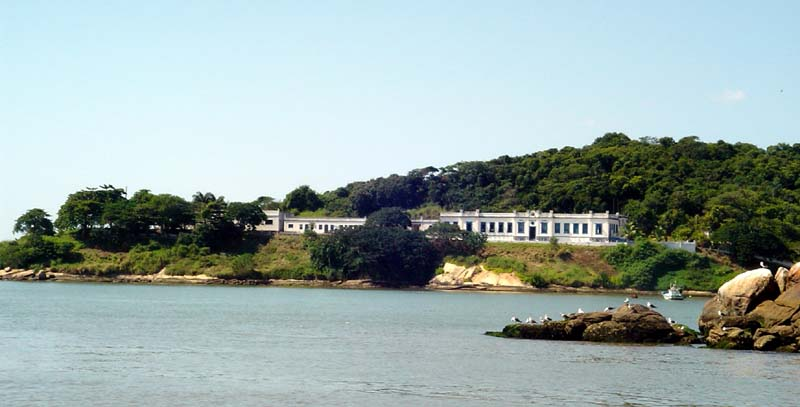
Fort Marechal Hermes

- Der Ort Cabeceira do Sana gehört zum Bezirk von Macaé und ist bekannt für seine Wälder und Wasserfälle. Es gibt hier diverse Campingplätze und auf den Flüssen ist Rafting möglich.
- Die Kirche Igreja de Sant’Anna wurde von Jesuiten bereits im Jahre 1630 gebaut.
- Das Fort Marechal Hermes wurde im Jahre 1761 gebaut, um die Küstenregion gegen Angreifer zu verteidigen.

## Städtepartnerschaften
- Stavanger, Norwegen[6]